# Змія (комп'ютерний хробак)
Змія або уроборос — комп'ютерний хробак.
Дослідники британської фірми BAE Systems Applied Intelligence зафіксували в 2013—2014 роках сплеск виявлених випадків зараження інформаційних систем приватних підприємств та державних установ України комп'ютерним хробаком (з руткітом), який вони назвали «Змія» (англ. snake). Дослідники з німецької фірми GData назвали цього хробака «уроборос», англ. uroborus (також англ. ouroborus — гадюка в грецькій міфології, або англ. sengoku та англ. snark). На думку дослідників обох фірм, цей хробак можливо пов'язаний та був створений на основі хробака Agent.BTZ, який в 2008 році вразив інформаційні системи Центрального Командування ЗС США.

## Назва

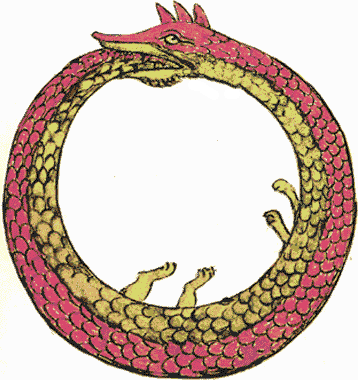
Уроборос. Зображення з алхімічного трактату 1478 року. Автор — Теодор Пелеканос

Даний зразок шкідливого програмного забезпечення отримав різні назви від різних компаній, зокрема, він відомий як:
- «Уроборос», англ. uroborus, також англ. ouroborus — гадюка в грецькій міфології
- англ. Sengoku та англ. snark)
- англ. Turla[4].

## Характеристики
Фахівці із CERT-UA виявили кілька особливостей вірусу Uroborus:
- складність програмного коду (що обумовлює можливість його розроблення із залученням значної кількості людських, технічних і фінансових ресурсів (зокрема, це можуть бути науково-дослідні установи, ІТ-корпорації, державні установи, спецслужби тощо);
- наявність літер кирилиці у програмному коді;
- схожість за низкою характеристик (імена файлів, ключі шифру, основні можливості тощо) із троянською програмою Agent.BTZ, яку було знайдено в інформаційних системах ЗС США в 2008 році, що призвело до повної відмови ЗС США від використання USB-носіїв (через які вона поширювалася в автоматизованих системах військового призначення);
- географія поширення вірусу.

Зважаючи на зазначені особливості, фахівці CERT-UA припускають, що до вироблення вірусу причетні іноземні спецслужби, а сам він очевидно пов'язаний зі зростаючою (листопад 2013 — лютий 2014 року) напруженістю в українсько-російських відносинах. Фахівці німецької контррозвідки в щорічному звіті за 2015 рік зазначають, що через велику складність та гнучкість даного зразка шкідливого ПЗ, спосіб його застосування та цілі, проти яких його використано, а також інші ознаки, виявлені фахівцями з комп'ютерної безпеки, можна говорити про його походження та використання російською розвідкою.
«Уроборос» здатен поширюватись різними способами, зокрема, через так звані атаки Watering-Hole. Його складно виявляти, він працює автономно, та самостійно поширюється в інфікованих мережах. Враженими можуть бути навіть комп'ютери без прямого підключення до Інтернет.

## Застосування

### Російсько-українська війна
В інтернет-протистоянні Росії з Україною проти України вперше було застосовано троянські програми, ключовою серед яких став вірус Uroburos. З одного боку, завданням цього вірусу було формування бот-мережі із заражених комп'ютерів та отримання повноцінного доступу до їх наповнення, а з іншого — викрадення інформації з цих комп'ютерів. Об'єкти атаки також, вочевидь, були обрані не випадково — вебресурси органів державної влади (в тому числі силових структур), засобів масової інформації, фінансових установ, великих промислових підприємств.
Дослідники британської фірми BAE Systems Applied Intelligence зафіксували в 2013—2014 роках сплеск виявлених випадків зараження інформаційних систем приватних підприємств та державних установ України комп'ютерним хробаком (з руткітом), який вони назвали «Змія» (англ. snake). Дослідники з німецької фірми GData назвали цього хробака «уроборос», англ. uroborus (також англ. ouroborus — гадюка в грецькій міфології, або англ. sengoku та англ. snark). На думку дослідників обох фірм, цей хробак можливо пов'язаний та був створений на основі хробака Agent.BTZ, який в 2008 році вразив інформаційні системи Центрального Командування ЗС США.
Пік виявлення атак із використанням хробака «уроборос» збігся з розвитком масових протестів. Протягом січня 2014 року було зафіксовано 22 випадки інфікування інформаційних систем, при цьому протягом 2013 року «уроборос» був виявлений не більше 8 разів. В Україні зловмисники із застосуванням «уроборос» отримували повний доступ до вражених систем. На думку британських експертів, є всі підстави вважати, що за «уроборос» стоять спецслужби Російської Федерації.
За даними CERT-UA основними відомими станом на березень 2014 року об'єктами ураження «уроборос» є:
- вебресурси органів державної влади (в тому числі силових структур);
- вебресурси засобів масової інформації;
- вебресурси фінансових установ;
- вебресурси великих промислових підприємств.

Фахівці CERT-UA не виключають, що головною метою Uroborus є порушення функціонування об'єктів інформаційної інфраструктури України для викрадення конфіденційної інформації. Ретельна підготовка, прихованість дій, спрямованість кібератак (США -2008 рік, Україна — 2014 рік), а також залучення значних ресурсів — все це опосередковано свідчить про причетність іноземних спецслужб. В цьому контексті CERT-UA та деякі українські спеціалісти з інформаційної безпеки вбачають основним мотивом ініціатора кібератак необхідність встановлення прихованого контролю за визначеними об'єктами для подальшого спостереження за інформаційним обміном з власної території.

### Німеччина
«Уроборос» був застосований не лише проти України, а й проти інших країн. Зокрема, дане ПЗ згадане в річному звіті німецької контррозвідки за 2015 рік. Німецька контррозвідка зазначила, що як і раніше, в 2015 році російська розвідка використовувала «змію» (він же — «Turla») проти установ по всьому світу. В Німеччині жертвами кібератак з його застосуванням стали посольства, заклади вищої освіти, дослідницькі інститути, та приватні підприємства.